# عدي بن مسافر
الشيخ عَدِيُّ بن مُسافِر الأُمَويُّ (بالكردية: شێخ ئادی، Şêx Adî)، (467- 557 هـ / 1075- 1162 م) هو شيخ يجلُّه اليزيديون ويَعدُّونه من قدِّيسي طائفتهم، وتُنسَب إليه ديانة جديدة تسمَّى العدوية. ولد في قرية بيت فار بالقرب من مدينة بعلبك في لبنان الحالي وما يزال منزله مزارًا إلى يومنا هذا. قضى معظم شبابه في بغداد واتخذ منسكًا له في شمال العراق قرب الموصل والى شرقها شمالا في وادي لالش حيث كان هناك وجود للعديد من الزرادشتيين، ولهذا فإن مبادئه الصوفية تأثرت بتعاليمهم. يعتبره اليزيديون تجليًا للملاك طاووس. وصف بأنه مربوع القامة شديد السمرة. توفي ودفن في لالش في منطقة شيخان في العراق في الخلوة التي بناها بنفسه في محيط قرية بعدري على بعد 20 ميلا شرق دير الربان هرمزد النسطوري. سكنها مريدوه بعد مماته وأصبحت محجًا لأتباع طائفة اليزيدية. يشتهر مدفنه بقببه الثلاث مخروطية الشكل.
بالرغم من انقطاعه عن العالم، فقد تأثر سكان المكان بزهده وعجائبه. وما زال الكثيرون يزورون مقامه للحج بحيث تقام احتفالات ليلية على ضوء الشموع ويظهرون غطاء نعشه الأخضر ويوزعون الهريسة الساخنة. ويعتقد مريدوه أنه تجلٍ لله. خلفه برئاسة الطائفة ابن أخيه الشيخ صخر أبو البركات الأموي.

## النسب
الشيخ عدي من أهل الشام:
العربية وبعض اليزيدية
- عدى بن مسافر بن إسماعيل بن موسى بن مروان بن الحسن بن مروان بن الحكم بن موسى الشامي ثم الهكاري مسكنًا.
- عدي بن مسافر بن إسماعيل بن موسى الشامي ثم الهكاري مسكنًا.[4]

الكردية
- عدي بن مسافر بن أحمد.
- ومنهم من نسبه إلى الخليفة الأموي مروان بن الحكم.[2]

### حياته
ولد في بعلبك في بلاد الشام، ثم انتقل إلى البصرة وفيها اشتهر ثم انتقل إلى منطقة الشيخان شمال الموصل إلى أن توفي هناك. ومما يجدر ذكره هنا بحق الشيخ عدي بن مسافر أنه عالم مسلم صوفي قال عنة ابن كثير انه شيخ الشافعية الاكراد في جبال الهكار وله اتباع يغلون فيه. وقال الشيخ نور الدين أبو الحسن علي بن يوسف اللخمي في كتابه بهجة الاسرار كان شيخ الإسلام وعن الشيخ ابي محمد عبد الله اليطائحي كان الشيخ عدي إذا سجد سمع لمخه من رأس صوت كصوت وقع الحصا في الفرعة اليابسة من شدة المجاهدة

## وفاته
يقع قبره بالقرب من الموصل شرق دجلة، وتحديدا في لالش.

## الشيخ عدي لدىالأيزيدية

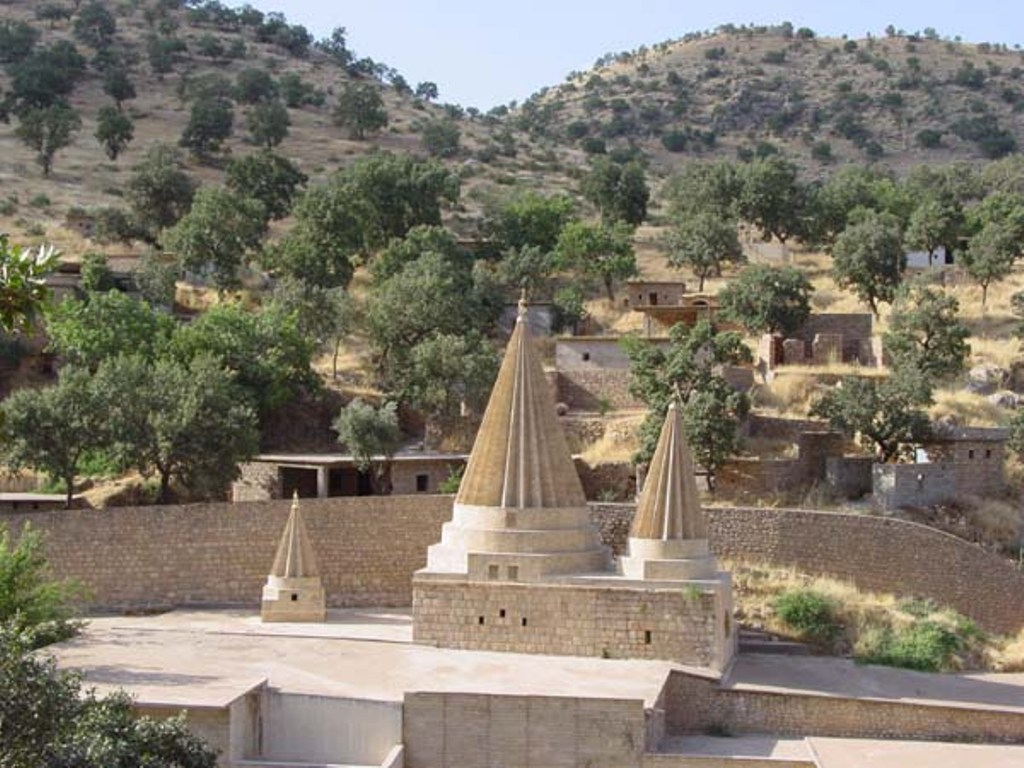
قبر عدي بن مسافر في لالش

يعدُّ الأيزيديون الشيخ عدي منقذ اليزيدية وتقدسه ويعتقدون بأنه قال:
| عدي بن مسافر | كنت حاضراً عندما كان أدم يعيش في الجنة، وكذلك عندما القى النمرود إبراهيم في النار، وكنت حاضراً عندما قال لي الله أنت الحاكم وأنت إله الأرض | عدي بن مسافر |

كان والد الشيخ عدي الشيخ مسافر زاهدا صالحا يسكن بيت فار من أعمال بعلبك من سهل البقاع، فسلك طريق المجاهدة والسياحة، وترك بيت فار وتنقل في بلاد هكاري، وفارق زوجته أربعين سنة (معنى ذلك ترك زوجته وهو شاب) وبينما كان نائما في إحدى الليالي جاءه ملاك يقول له: أذهب إلى زوجتك وواقعها فتحمل منك ولد صالح. فغادر الشيخ مسافر مكان سكنه، وكان في مناطق الأيزيدية، فوصل منزله ليلا. وقبل ذلك، رأت أم عدي نور يهبط من السماء ويدخل أحشائها ورأت قبة بين جبلين يرتفع منها نور وسمعت جبل المشرق ينادي جبل المغرب بأنه سيولد ولي الله الشيخ عدي وسيكون ذكره في المشرق والمغرب. وبعد أن جامعها زوجها، طلبت منه ينادي من فوق السطح بأعلى صوته أنهالشيخ مسافر جاء راكبا فرسته و٫لك لكي تتخلص من ألسنة الناس لعلمها بسفر زوجها في الليل.
اشتهرت كرامات شيخ آدي (عدي) وقصد الكثيرون خلوته في لالش النوراني من اجل رؤيته من امثال عبد القادر الجيلاني الذي امتدحه وشهد له بالسلطنة على الأولياء، وقال: لو كانت النبوة تنال بالمجاهدة لنالها الشيخ عدي بن مسافر. كما قصده بعض الشيوخ من الاديان الأخرى من الهند حيث أطلق أحد كهوف المنطقة باسمهم، المعروف باسم «شكفتا هنديا» أي «كهف الهنود»، استخدموها للنوم بها بعد قضاء النهار مع الشيخ عدي. ويَعدُّه اليزيديون المعلِّمَ الذي حدَّد العقائد وهو الهادي للطريق الصحيح. واتبعوا إمامة ذريته مثل:
- يعتقد الايزيديون بإمامة الأفراد من نسل عدي بن مسافر، منهم.
- صخر بن صخر بن مسافر الملقب بـ (أبي البركات)
- عدي بن أبي البركات
- حسن بن عدي بن أبي البركات